# Amastra micans
Amastra micans - gatunek ślimaka z rodziny Amastridae. Jest to endemit Hawajów (USA).